# Тоні Батті
Деметріус Антоніо Батті (англ. Demetrius Antonio Battie, нар. 11 лютого 1976, Даллас, Техас) — американський професіональний баскетболіст, що грав на позиціях важкого форварда і центрового за низку команд НБА. По завершенні спортивної кар'єри — експерт з «Орландо Меджик» на телебаченні.

## Ігрова кар'єра
Починав грати у баскетбол у команді Старшої школи Південного Оук Кліфф (Даллас, Техас). На університетському рівні грав за команду Техас Тех (1994—1997). Завершив студентську кар'єру як найбільш блокуючий гравець закладу в його історії з 162 блокшотами. Найкращий сезон провів на другому курсі, коли набирав 18,8 очка за гру при 11,8 підбиранні та 2,5 блокшота за гру.
1997 року був обраний у першому раунді драфту НБА під загальним 5-м номером командою «Денвер Наггетс». Професійну кар'єру розпочав 1997 року виступами за тих же «Денвер Наггетс», захищав кольори команди з Денвера протягом одного сезону.
З 1998 по 2003 рік грав у складі «Бостон Селтікс».
2003 року перейшов до «Клівленд Кавальєрс», у складі якої провів наступний сезон своєї кар'єри.
Наступною командою в кар'єрі гравця була «Орландо Меджик», за яку він відіграв 5 сезонів.
З 2009 по 2010 рік грав у складі «Нью-Джерсі Нетс».
Останньою ж командою в кар'єрі гравця стала «Філадельфія Севенті-Сіксерс», до складу якої він приєднався 2010 року і за яку відіграв 2 сезони.

## Статистика виступів в НБА

### Регулярний сезон
| Сезон             | Команда                       | GP  | GS  | MPG  | FG%  | 3P%   | FT%   | RPG | APG | SPG | BPG | PPG |
| ----------------- | ----------------------------- | --- | --- | ---- | ---- | ----- | ----- | --- | --- | --- | --- | --- |
| 1997–98           | «Денвер Наггетс»              | 65  | 49  | 23.2 | .446 | .214  | .702  | 5.4 | .9  | .8  | 1.1 | 8.4 |
| 1998–99           | «Бостон Селтікс»              | 50  | 15  | 22.4 | .519 | .000  | .672  | 6.0 | 1.1 | .6  | 1.4 | 6.7 |
| 1999–00           | «Бостон Селтікс»              | 82  | 4   | 18.4 | .477 | .125  | .675  | 5.0 | .8  | .6  | .9  | 6.6 |
| 2000–01           | «Бостон Селтікс»              | 40  | 25  | 21.1 | .537 | .000  | .638  | 5.8 | .4  | .7  | 1.5 | 6.5 |
| 2001–02           | «Бостон Селтікс»              | 74  | 73  | 24.6 | .541 | .000  | .413  | 6.5 | .5  | .8  | .9  | 6.9 |
| 2002–03           | «Бостон Селтікс»              | 67  | 62  | 25.1 | .539 | .200  | .746  | 6.5 | .7  | .5  | 1.2 | 7.3 |
| 2003–04           | «Бостон Селтікс»              | 23  | 6   | 21.8 | .479 | 1.000 | .697  | 5.1 | .9  | .3  | .9  | 5.9 |
| 2003–04           | «Клівленд Кавальєрс»          | 50  | 1   | 19.5 | .427 | .125  | .768  | 4.8 | .7  | .4  | .9  | 5.4 |
| 2004–05           | «Орландо Меджик»              | 81  | 32  | 23.4 | .460 | .000  | .723  | 5.6 | .5  | .4  | 1.0 | 4.9 |
| 2005–06           | «Орландо Меджик»              | 82  | 82  | 27.0 | .507 | .000  | .664  | 5.6 | .6  | .6  | .8  | 7.9 |
| 2006–07           | «Орландо Меджик»              | 66  | 66  | 23.9 | .489 | .000  | .675  | 5.2 | .5  | .4  | .5  | 6.1 |
| 2008–09           | «Орландо Меджик»              | 77  | 3   | 15.6 | .489 | .222  | .659  | 3.6 | .4  | .3  | .3  | 4.8 |
| 2009–10           | «Нью-Джерсі Нетс»             | 15  | 0   | 8.9  | .350 | .250  | .700  | 1.5 | .2  | .3  | .1  | 2.4 |
| 2010–11           | «Філадельфія Севенті-Сіксерс» | 38  | 0   | 9.9  | .469 | .667  | .571  | 2.6 | .3  | .1  | .4  | 2.6 |
| 2011–12           | «Філадельфія Севенті-Сіксерс» | 27  | 11  | 10.9 | .373 | .000  | 1.000 | 2.5 | .6  | .1  | .2  | 1.6 |
| Усього за кар'єру | Усього за кар'єру             | 837 | 429 | 21.1 | .488 | .162  | .690  | 5.1 | .6  | .5  | .9  | 6.1 |

### Плей-оф
| Сезон             | Команда                       | GP | GS | MPG  | FG%  | 3P%  | FT%  | RPG | APG | SPG | BPG | PPG |
| ----------------- | ----------------------------- | -- | -- | ---- | ---- | ---- | ---- | --- | --- | --- | --- | --- |
| 2002              | «Бостон Селтікс»              | 16 | 16 | 27.7 | .488 | .000 | .619 | 7.6 | .8  | .6  | 1.9 | 6.1 |
| 2003              | «Бостон Селтікс»              | 10 | 10 | 21.3 | .564 | .000 | .500 | 4.9 | .5  | .4  | 1.4 | 6.6 |
| 2007              | «Орландо Меджик»              | 4  | 4  | 21.8 | .389 | .000 | .250 | 4.0 | .3  | .0  | .0  | 3.8 |
| 2009              | «Орландо Меджик»              | 21 | 0  | 6.1  | .467 | .000 | .600 | 1.0 | .1  | .0  | .1  | 2.1 |
| 2011              | «Філадельфія Севенті-Сіксерс» | 5  | 0  | 7.6  | .429 | .000 | .500 | 2.0 | .0  | .0  | .6  | 1.4 |
| Усього за кар'єру | Усього за кар'єру             | 56 | 30 | 16.2 | .493 | .000 | .550 | 3.9 | .4  | .3  | .9  | 4.1 |